# Abdurachim Chodżybajew
Abdurachim Chodżybajew (ros. Абдурахим Ходжибаев, ur. 25 kwietnia 1900 w Chodżencie, zm. 25 stycznia 1938) – radziecki działacz partyjny i państwowy narodowości tadżyckiej, przewodniczący Rady Komisarzy Ludowych Tadżyckiej ASRR/Tadżyckiej SRR (1929-1933).

## Życiorys
Do 1918 studiował na Turkiestańskim Uniwersytecie Państwowym w Taszkencie, od kwietnia 1918 do sierpnia 1919 pracował jako nauczyciel w Chodżencie, potem został instruktorem i propagandzistą w Chodżencie, następnie do 1921 kierował powiatowym oddziałem rolnym w Chodżencie. Od 1920 należał do RKP(b), 1921-19222 był przewodniczącym fergańskiej obwodowej komisji ds. przeprowadzenia reformy rolno-wodnej w Kokandzie i Dżalalabadzie, od 1922 zastępcą przewodniczącego fergańskiego obwodowego komitetu rewolucyjnego, później do 1924 przewodniczącym fergańskiej obwodowej komisji planowej i zastępcą przewodniczącego, a 1924-1925 przewodniczącym Komitetu Wykonawczego Fergańskiej Rady Obwodowej. Był również kierownikiem Fergańskiego Obwodowego Oddziału Rolnego, do 1925 przewodniczącym Fergańskiej Obwodowej Narady Ekonomicznej, a 1925-1928 ludowym komisarzem rolnictwa Uzbeckiej SRR. Od 15 stycznia do 16 października 1929 zajmował stanowisko przewodniczącego Rady Komisarzy Ludowych Tadżyckiej ASRR, a od 16 października 1929 do 28 grudnia 1933 Rady Komisarzy Ludowych Tadżyckiej SRR, jednocześnie do grudnia 1933 był członkiem Biura KC Komunistycznej Partii (bolszewików) Tadżykistanu, od grudnia 1933 do 1934 pozostawał w dyspozycji KC WKP(b), od 1934 do lipca 1937 studiował w Ekonomicznym Instytucie Czerwonej Profesury.
8 lipca 1937 został aresztowany, 25 stycznia 1938 skazany na śmierć przez Wojskowe Kolegium Sądu Najwyższego ZSRR pod zarzutem udziału w kontrrewolucyjnej organizacji terrorystycznej i rozstrzelany. 28 grudnia 1957 pośmiertnie zrehabilitowany.